# Občina Vojnik
Občina Vojnik (německy Gemeinde Hochenegg) je jednou z 212 občin ve Slovinsku. Nachází se v Savinjském regionu na území historického Dolního Štýrska. Občinu tvoří 56 sídel, její rozloha je 75,3 km² a k 1. lednu 2017 zde žilo 8 725 obyvatel. Správním střediskem občiny je městys Vojnik.

## Členění občiny
Občina se dělí na sídla: Arclin, Beli Potok pri Frankolovem, Bezenškovo Bukovje, Bezovica, Bovše, Brdce, Dol pod Gojko, Čreškova, Črešnjevec, Črešnjice, Dedni Vrh pri Vojniku, Frankolovo, Gabrovec pri Dramljah, Globoče, Gradišče pri Vojniku, Homec, Hrastnik, Hrenova, Ilovca, Ivenca, Jankova, Kladnart, Koblek, Konjsko, Landek, Lemberg pri Novi Cerkvi, Lešje, Lindek, Lipa pri Frankolovem, Male Dole, Nova Cerkev, Novake, Podgorje pod Čerinom, Polže, Pristava, Rakova Steza, Razdelj, Razgor, Razgorce, Rove, Selce, Socka, Straža pri Dolu, Straža pri Novi Cerkvi, Stražica, Tomaž nad Vojnikom, Trnovlje pri Socki, Velika Raven, Verpete, Vine, Vizore, Višnja vas, Vojnik, Zabukovje, Zlateče, Želče.